# Salvadore Cammarano

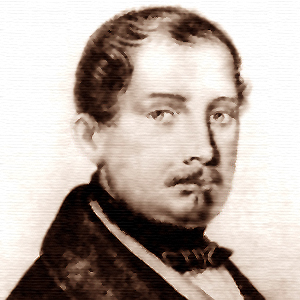
Salvatore Cammarano

Salvadore Cammarano (Napels, 19 maart 1801 – aldaar, 17 juli 1852) was een Italiaans librettist en toneelschrijver. Hij werd vooral bekend door zijn samenwerking met Giuseppe Verdi en Gaetano Donizetti en in het bijzonder door zijn libretto voor Lucia di Lammermoor uit 1835.
Voor Verdi schreef hij Alzira (1845), La battaglia di Legnano (1849) en Luisa Miller (1849) en – gezamenlijk met Leone Emanuele Bardare – schreef hij de tekst voor Il trovatore (1853). Cammarano begon ook aan het libretto voor een operaversie van het toneelstuk King Lear van William Shakespeare, Re Lear genaamd, maar hij stierf voordat hij het voltooid had (een gedetailleerd scenario is wel overgeleverd).
Voor Donizetti schreef hij voorts de tekst voor L'assedio di Calais (1836), Belisario (1836), Pia de' Tolomei (1837), Roberto Devereux (1837), Maria de Rudenz (1838), Poliuto (1838) en Maria di Rohan (1843).
- Bibsys: 90752690
- Biblioteca Nacional de Chile: 000113384
- Biblioteca Nacional de España: XX915185
- Bibliothèque nationale de France: cb120168082 (data)
- Catàleg d'autoritats de noms i títols de Catalunya: 981058507660806706
- CiNii: DA0478600X
- Gemeinsame Normdatei: 115458085
- International Standard Name Identifier: 0000 0001 2121 4524
- Library of Congress Control Number: n80015499
- Nationale Bibliotheek van Letland: 000117003
- MusicBrainz: 5683adf4-8300-45b1-9460-adc7a1020a46
- Bibliotheek van het Japanse parlement: 00880931
- Nationale Bibliotheek van Tsjechië: jn20000601115
- Nationale bibliotheek van Australië: 36089964
- Nationale Bibliotheek van Israël: 987007306997505171
- Nationale Bibliotheek van Polen: a0000003193434
- Nationale en Universitaire bibliotheek Zagreb: 000045228
- Nederlandse Thesaurus van Auteursnamen: 070620849
- Réseau des bibliothèques de Suisse occidentale: 02-A000027841
- Istituto Centrale per il Catalogo Unico: RAVV036231
- LIBRIS: 290914
- SNAC: w6rn407v
- Système universitaire de documentation: 027954528
- Trove: 770057
- Virtual International Authority File: 14781763
- WorldCat: E39PBJxd37BXq3Mmd4XpFFbfMP